# 賈瓦 (紐約州)
賈瓦（英語：Java）是一個位於美國紐約州懷俄明縣的鎮。

## 人口
根據2020年美國人口普查的數據，賈瓦的面積為122.58平方千米，當中陸地面積為122.06平方千米，而水域面積為0.52平方千米。當地共有人口1972人，而人口密度為每平方千米16人。